# Sèvre nantaise
Sèvre nantaise este un râu în vestul Franței. Izvorăște din departamentul Deux-Sèvres lânga localitatea Neuvy-Bouin, din Platoul Gâtine. Are o lungime de 158 km, un debit mediu de 24 m³/s și un bazin colector de 2.356 km². Se varsă în Loara la Nantes. 